# Lâm Dĩnh
Lâm Dĩnh (giản thể: 临颍县; phồn thể: 臨潁縣; bính âm: Línyǐng Xiàn) là một huyện thuộc địa cấp thị Tháp Hà, tỉnh Hà Nam, Trung Quốc.

### Trấn
| - Thành Quan (城关镇) - Đỗ Khúc (杜曲镇) - Vương Cương (王岗镇) - Đài Trần (台陈镇) | - Cự Lăng (巨陵镇) - Ngõa Điếm (瓦店镇) - Tam Gia Điếm (三家店镇) - Oa Thành (窝城镇) |

### Trấn dân tộc
- Trấn dân tộc Hồi- Phồn Thành (繁城回族镇)

### Hương
| - Đại Quách (大郭乡) - Hoàng Đế Miếu (皇帝庙乡) - Cố Sương (固厢乡) | - Thạch Kiều (石桥乡) - Trần Trang (陈庄乡) - Vương Mạnh (王孟乡) |